# Новоолексіївка (Волноваський район)
Новоолексі́ївка — село Хлібодарівської сільської громади Волноваського району Донецької області України.

## Загальні відомості
Відстань до райцентру становить близько 29 км і проходить автошляхом Н20. Землі села межують із територією с. Келерівка, Маріупольський район та с. Степанівка, Волноваський район Донецької області.
Двічі на день через Новоолексіївку проходить автобус із Маріуполя на Волноваху.

## Історія
Новоолексіївку (перша назва села Олексіївка) заснували державні селяни, козаки й військові обивателі, перші з яких прибули у 1846 році: з Харківської губернії Богодухівського, Валківського й Зміївського повітів, а також з повітів Полтавської губернії.

## Населення

### Мова
Розподіл населення за рідною мовою за даними перепису 2001 року:
| Мова       | Кількість | Відсоток |
| ---------- | --------- | -------- |
| російська  | 365       | 63.48%   |
| українська | 210       | 36.52%   |
| Усього     | 575       | 100%     |

За даними перепису 2001 року населення села становило 575 осіб, із них 36,52 % зазначили рідною мову українську та 63,48 % — російську.